# Sporosarcina globispora
Sporosarcina globispora ist eine Bakterienart. Sie zählt zu der Abteilung Firmicutes. Wegen der stäbchenförmigen Zellen und der Fähigkeit, Endosporen zu bilden, wurde sie früher der Gattung Bacillus zugeordnet. 

## Merkmale

### Erscheinungsbild
Die Zellen sind stäbchenförmig mit abgerundeten Enden. Sie sind grampositiv. Der Durchmesser der Zellen liegt zwischen 0,9–1,0 μm in der Breite und 2,5–4,0 μm in der Länge. Sie treten einzeln oder in Paaren auf. Sporosarcina globispora bildet, wie alle Arten der Gattung, Endosporen. Der Durchmesser der kugelförmigen Endosporen liegt zwischen 1,0 und 1,1 μm. Die Lage der Sporen in der Mutterzelle ist terminal, manchmal ein wenig lateral, dabei ist die Zelle angeschwollen. Die Art ist durch einige, peritriche Flagellen motil (kann sich selbst bewegen).
Auf festen Nährböden wachsen die Zellen zu cremefarbenen Kolonien heran. Diese sind in der Aufsicht unregelmäßig geformt mit gelapptem Rand, von der Seite betrachtet erhaben.

### Wachstum und Stoffwechsel
Die Art Sporosarcina globispora ist heterotroph, sie führt keine Photosynthese durch. Der Stoffwechsel beruht auf der Atmung bzw. der Fermentation. Die Art zeigt auch unter anaeroben Bedingungen, also unter Sauerstoffausschluss, Wachstum. Der pH-Wert für bestes Wachstum ist 7. Bei pH 5,6 erfolgt kein Wachstum. Die optimale Temperatur für das Wachstum liegt bei 20 bis 25 °C. Sporenbildung, aber auch normales Wachstum zeigt die Art bei 0 °C, sie ist somit psychrophil. Geringe Mengen von Natriumchlorid (Kochsalz) im Nährmedium werden toleriert. Bei 2 % Natriumchlorid erfolgt Wachstum, bei 4 % NaCl ist das Wachstum variabel und bei 7 % NaCl erfolgt kein Wachstum mehr. Zur Kultivierung kann ein Nährmedium verwendet werden, das Pepton und Glucose enthält.
Biochemische Merkmale, wie beispielsweise die vorhandenen Enzyme können in einer „Bunten Reihe“ zur Identifizierung von S. globispora verwendet werden. Neben dem positiven Katalase- und Oxidase-Test können folgende Merkmale zur Unterscheidung zu den anderen Arten herangezogen werden: Der Test auf Nitratreduktion verläuft negativ, sie ist nicht in der Lage, Nitrat zu Nitrit zu reduzieren. Wie Sporosarcina psychrophila und andere Vertreter der Gattung Sporosarcina besitzt sie das Enzym Urease, um Harnstoff zu verwerten, auch Gelatine wird durch Hydrolyse verwertet. Sie kann jedoch nicht Stärke hydrolysieren. Ebenso wenig kann sie Casein verwerten. Die Voges-Proskauer-Reaktion und der Indol-Test verlaufen negativ. Sie verfügt nicht über die Enzyme Arginindihydrolase (ADH), Lysindecarboxylase (LDC) oder Ornithindecarboxylase (ODC) und kann daher die Aminosäuren Arginin, Lysin und Ornithin nicht abbauen. Mehrere Kohlenhydrate werden abgebaut, dabei wird Säure, aber kein Gas gebildet. Zu den verwertbaren Kohlenhydraten gehören Glucose, Lactose und Saccharose, sowie der Zuckeralkohol Glycerin (Glycerol). Nicht verwertet werden Arabinose, Xylose und der Zuckeralkohol Mannitol.
Die Abgrenzung von S. globispora und S. psychrophila (zuvor als Bacillus psychrophilus bezeichnet) war bis 1984 umstritten. Nakamura untersuchte Stämme beider Arten und erweiterte somit auch die Kenntnisse über S. globispora. Sie ist in der Lage, die Kohlenhydrate D-Fructose, D-Galactose und Maltose zu verwerten. Nicht verwertet werden Cellobiose, D-Mannose, Melibiose, D-Ribose und Trehalose. Nach den Ergebnissen von Nakamura wird Lactose nicht abgebaut, was einen Gegensatz zu den Ergebnissen von Larkin und Stokes darstellt. Weitere organische Verbindungen, die sie als Kohlenstoffquelle verwenden kann, sind Acetat, Fumarat, Malat und Succinat, hingegen wird Citronensäure nicht genutzt. Nakamura stellte die Merkmale fest, in denen sich S. globispora und S. psychrophila unterscheiden (vergleiche Übersicht).

### Chemotaxonomische Merkmale
Die Mureinschicht in der Zellwand enthält die Diaminosäure L-Lysin als diagnostisch wichtige Aminosäure an Position 3 der Peptidbrücke. Der Peptidoglycan-Typ ist A4α (eine Aminodicarbonsäure – eine Aminosäure mit zwei Carboxygruppen – verbindet zwei Tetrapeptide), bei der Aminodicarbonsäure handelt es sich um D-Glutaminsäure. Wie für Sporosarcina-Arten üblich ist das Haupt-Menachinon MK-7. Die in den Membranlipiden hauptsächlich vorkommende Fettsäure ist die verzweigte  Fettsäure mit der Abkürzung anteiso-C15:0 (anteiso-Pentadecansäure), ihr Anteil liegt bei 62 %. Der GC-Gehalt in der Bakterien-DNA liegt bei 40 Mol-Prozent. Das Genom wurde bisher (Stand 2014) noch nicht vollständig sequenziert. Allerdings wurden für phylogenetische Untersuchungen die Nukleotide der 16S rRNA bestimmt, ein für Prokaryoten typischer Vertreter der ribosomalen RNA.
Die Schwierigkeit, S. globispora und S. psychrophila voneinander zu unterscheiden, zeigt sich auch bei deren 16S rRNA, die sich nur in wenigen Nukleotiden unterscheidet. Erklärt wird dies mit einer ungewöhnlich langsamen Evolutionsrate dieses Moleküls. Allerdings zeigen molekularbiologische Untersuchungen von Genen, die für zwei Proteine codieren, deutliche Unterschiede, die als Divergenz gedeutet werden und somit die Etablierung von zwei Arten bestätigen. Diese Ergebnisse zeigen, dass die 16S rRNA nicht in allen Fällen für phylogenetische Untersuchungen geeignet ist, sondern dass auch die Nukleotidsequenz von Protein-codierenden Genen zur Bestimmung der verwandtschaftlichen Verhältnisse herangezogen werden kann.

### Pathogenität
Sporosarcina globispora ist nicht pathogen („krankheitserregend“), sie wird durch die Biostoffverordnung in Verbindung mit der TRBA (Technische Regeln für Biologische Arbeitsstoffe) 466 der Risikogruppe 1 zugeordnet.

## Systematik
Die Art Sporosarcina globispora zählt zu der Familie der Planococcaceae. Diese Familie wird zu der Abteilung der Firmicutes gestellt. Die Art wurde von John M. Larkin und Jacob L. Stokes im Jahr 1967 bei deren Untersuchung von psychrophilen Bacillus-Stämmen erstbeschrieben und zunächst als Bacillus globisporus geführt. Bis 1984 wurde angenommen, dass Bacillus psychrophilus identisch mit Bacillus globisporus ist und Ersterer ein Synonym darstellt, was durch Nakamura widerlegt wurde. Die Forschungsergebnisse von Jung-Hoon Yoon u. a. führten 2001 dazu, dass mehrere Bacillus-Arten der Gattung Sporosarcina zugeordnet wurden, dies trifft auch auf S. globispora zu. Die Bezeichnung Bacillus globisporus wird als Synonym verwendet. Der Typusstamm ist S. globispora ATCC 23301, dieser Bakterienstamm lässt sich direkt auf das von Larkin und Stokes untersuchte Isolat (Stamm W25) zurückführen. Es sind zahlreiche Bakterienstämme von S. globispora in verschiedenen Sammlungen von Mikroorganismen hinterlegt.

## Etymologie
Der Gattungsname Sporosarcina leitet sich von dem griechischen Wort spora („Spore“) und dem lateinischen Wort sarcina („Bündel“) ab und bezieht sich auf das Erscheinungsbild dieser sporenbildenden Bakterien. Der Artname S. globispora bezieht sich auf die kugelförmigen Sporen dieser Art (globus ist ein lateinisches Wort und bedeutet so viel wie „Kugel“).

## Ökologie
Sporosarcina globispora wurde aus Böden und Flusswasser isoliert. Bei einer Untersuchung eines Eisbohrkerns aus einem Gletscher in Grönland konnten etwa 800 Mikroorganismen nachgewiesen werden, darunter war auch S. globispora.